# Sternocoelis laevidorsis
Sternocoelis laevidorsis är en skalbaggsart som först beskrevs av Leon Fairmaire 1876.  Sternocoelis laevidorsis ingår i släktet Sternocoelis och familjen stumpbaggar. Inga underarter finns listade i Catalogue of Life.